# 24 Horas de Le Mans de 2021
As 24 Horas de Le Mans de 2021 foi a edição número 89 do evento automobilístico de endurance que se realizou entre 21 e 22 de agosto de 2021 no Circuito de La Sarthe, Le Mans, França. O evento organizado pelo Automobile Club de l'Ouest, foi a quarta manga da temporada de 2021 do Campeonato Mundial de Endurance da FIA. Originalmente estava programada para os dias 12 e 13 de junho, mas devido à pandemia de COVID-19 foi adiada para agosto.
Foi a primeira edição com os protótipos Le Mans Hypercar, que substituíram aos protótipos Le Mans (LMP1). O automóvel n.º 7 da Toyota Gazoo Racing, comandado por Mike Conway, Kamui Kobayashi e José María López foi o ganhador desta edição.

## Lista de participantes
| Ícone | Categoria                          |
| ----- | ---------------------------------- |
| WEC   | Campeonato Mundial de Endurance    |
| ELMS  | European Le Mans Séries            |
| ALMS  | Asian Le Mans Séries               |
| WTSC  | WeatherTech SportsCar Championship |
| 24LM  | Somente 24 Horas de Le Mans        |
| Ícone | Nota                               |
| HY    | Híbrido                            |
| P2    | LMP2                               |
| PA    | LMP2 Pro-Am                        |

| N.º                                   | Escuderia                  | Chassis e motor            | Pneu                       | Categoria                  | Nota                       | Piloto 1                   | Piloto 2                   | Piloto 3                   |
| Hypercar (5 participantes)            | Hypercar (5 participantes) | Hypercar (5 participantes) | Hypercar (5 participantes) | Hypercar (5 participantes) | Hypercar (5 participantes) | Hypercar (5 participantes) | Hypercar (5 participantes) | Hypercar (5 participantes) |
| ------------------------------------- | -------------------------- | -------------------------- | -------------------------- | -------------------------- | -------------------------- | -------------------------- | -------------------------- | -------------------------- |
| 7                                     | Toyota Gazoo Racing        | Toyota GR010 Hybrid        | M                          | WEC                        | HY                         | Mike Conway                | Kamui Kobayashi            | José María López           |
| 8                                     | Toyota Gazoo Racing        | Toyota GR010 Hybrid        | M                          | WEC                        | HY                         | Sébastien Buemi            | Brendon Hartley            | Kazuki Nakajima            |
| 36                                    | Alpine Elf Matmut          | Alpine A480-Gibson         | M                          | WEC                        |                            | Nicolas Lapierre           | André Negrão               | Matthieu Vaxivière         |
| 708                                   | Glickenhaus Racing         | Glickenhaus 007 LMH        | M                          | WEC                        | Pipo Derani                | Franck Mailleux            | Olivier Pla                |                            |
| 709                                   | Glickenhaus Racing         | Glickenhaus 007 LMH        | M                          | WEC                        | Ryan Briscoe               | Romain Dumas               | Richard Westbrook          |                            |
| LMP2 (25 participantes)               |                            |                            |                            |                            |                            |                            |                            |                            |
| 1                                     | Richard Mille Racing Team  | Oreca 07-Gibson            | G                          | WEC                        | P2                         | Tatiana Calderón           | Sophia Flörsch             | Beitske Visser             |
| 17                                    | IDEC Sport                 | Oreca 07-Gibson            | G                          | ELMS                       | PA                         | Ryan Dalziel               | Thomas Laurent             | Dwight Merriman            |
| 20                                    | High Class Racing          | Oreca 07-Gibson            | G                          | WEC                        | PA                         | Dennis Andersen            | Marco Sørensen             | Ricky Taylor               |
| 21                                    | DragonSpeed USA            | Oreca 07-Gibson            | G                          | WEC                        | PA                         | Ben Hanley                 | Henrik Hedman              | Juan Pablo Montoya         |
| 22                                    | United Autosports USA      | Oreca 07-Gibson            | G                          | WEC                        | P2                         | Filipe Albuquerque         | Philip Hanson              | Fabio Scherer              |
| 23                                    | United Autosports          | Oreca 07-Gibson            | G                          | ELMS                       | P2                         | Wayne Boyd                 | Alex Lynn                  | Paul dei Resta             |
| 24                                    | PR1 Mathiasen Motorsports  | Oreca 07-Gibson            | G                          | WTSC                       | PA                         | Gabriel Aubry              | Patrick Kelly              | Simon Trummer              |
| 25                                    | G-Drive Racing             | Aurus 01-Gibson            | G                          | ALMS                       | PA                         | Rui Andrade                | John Falb                  | Roberto Merhi              |
| 26                                    | G-Drive Racing             | Aurus 01-Gibson            | G                          | ELMS                       | P2                         | Franco Colapinto           | Roman Rusinov              | Nyck de Vries              |
| 28                                    | Jota                       | Oreca 07-Gibson            | G                          | WEC                        | P2                         | Tom Blomqvist              | Sean Gelael                | Stoffel Vandoorne          |
| 29                                    | Racing Team Nederland      | Oreca 07-Gibson            | G                          | WEC                        | PA                         | Frits van Eerd             | Giedo van der Garde        | Job van Uitert             |
| 30                                    | Duqueine Team              | Oreca 07-Gibson            | G                          | ELMS                       | P2                         | René Binder                | Tristan Gommendy           | Memo Vermelhas             |
| 31                                    | Team WRT                   | Oreca 07-Gibson            | G                          | WEC                        | P2                         | Robin Frijns               | Ferdinand von Habsburg     | Charles Milesi             |
| 32                                    | United Autosports          | Oreca 07-Gibson            | G                          | ELMS                       | P2                         | Jonathan Aberdein          | Nico Jamin                 | Manuel Maldonado           |
| 34                                    | Inter Europol Competition  | Oreca 07-Gibson            | G                          | WEC                        | P2                         | Alex Brundle               | Jakub Śmiechowski          | Renger van der Zande       |
| 38                                    | Jota                       | Oreca 07-Gibson            | G                          | WEC                        | P2                         | Anthony Davidson           | António Félix da Costa     | Roberto González           |
| 39                                    | SO24-DIROB By Graff        | Oreca 07-Gibson            | G                          | ELMS                       | PA                         | Vincent Capillaire         | Arnold Robin               | Maxime Robin               |
| 41                                    | Team WRT                   | Oreca 07-Gibson            | G                          | ELMS                       | P2                         | Louis Delétraz             | Robert Kubica              | Ye Yifei                   |
| 44                                    | ARC Bratislava             | Oreca 07-Gibson            | G                          | WEC                        | PA                         | Olho Konôpka               | Matej Konôpka              | Oliver Webb                |
| 48                                    | IDEC Sport                 | Oreca 07-Gibson            | G                          | ELMS                       | P2                         | Paul-Loup Chatin           | Paul Lafargue              | Patrick Pilet              |
| 49                                    | Sashi-High Class Racing    | Oreca 07-Gibson            | G                          | 24LM                       | P2                         | Anders Fjordbach           | Jan Magnussen              | Kevin Magnussen            |
| 65                                    | Panis Racing               | Oreca 07-Gibson            | G                          | ELMS                       | P2                         | James Allen                | Julien Canal               | Will Stevens               |
| 70                                    | Realteam Racing            | Oreca 07-Gibson            | G                          | WEC                        | PA                         | Loïc Duval                 | Esteban Garcia             | Norman Nato                |
| 74                                    | Racing Team Índia Eurasia  | Ligier JS P217-Gibson      | G                          | ALMS                       | PA                         | Tom Cloet                  | John Corbett               | James Winslow              |
| 82                                    | Risi Competizione          | Oreca 07-Gibson            | G                          | WTSC                       | P2                         | Ryan Cullen                | Oliver Jarvis              | Felipe Nasr                |
| LMGTE Pro (8 participantes)           |                            |                            |                            |                            |                            |                            |                            |                            |
| 51                                    | AF Corse                   | Ferrari 488 GTE Evo        | M                          | WEC                        |                            | James Calado               | Alessandro Pier Guidi      | Côme Ledogar               |
| 52                                    | AF Corse                   | Ferrari 488 GTE Evo        | M                          | WEC                        | Sam Bird                   | Miguel Molina              | Daniel Serra               |                            |
| 63                                    | Corvette Racing            | Chevrolet Corvette C8.R    | M                          | WTSC                       | Nick Catsburg              | Antonio García             | Jordan Taylor              |                            |
| 64                                    | Corvette Racing            | Chevrolet Corvette C8.R    | M                          | WTSC                       | Tommy Milner               | Alexander Sims             | Nick Tandy                 |                            |
| 72                                    | Hub Auto Racing            | Porsche 911 RSR-19         | M                          | ALMS                       | Maxime Martin              | Alvaro Parente             | Dries Vanthoor             |                            |
| 79                                    | WeatherTech Racing         | Porsche 911 RSR-19         | M                          | WTSC                       | Earl Bamber                | Cooper MacNeil             | Laurens Vanthoor           |                            |
| 91                                    | Porsche GT Team            | Porsche 911 RSR-19         | M                          | WEC                        | Gianmaria Bruni            | Richard Lietz              | Frédéric Makowiecki        |                            |
| 92                                    | Porsche GT Team            | Porsche 911 RSR-19         | M                          | WEC                        | Michael Christensen        | Kévin Estre                | Neel Jani                  |                            |
| LMGTE Am (23 participantes)           |                            |                            |                            |                            |                            |                            |                            |                            |
| 18                                    | Absolute Racing            | Porsche 911 RSR-19         | M                          | 24LM                       |                            | Andrew Haryanto            | Alessio Picariello         | Marco Seefried             |
| 33                                    | TF Sport                   | Aston Martin Vantage AMR   | M                          | WEC                        | Felipe Fraga               | Ben Keating                | Dylan Pereira              |                            |
| 46                                    | Team Project 1             | Porsche 911 RSR-19         | M                          | WEC                        | Anders Buchardt            | Robby Foley                | Dennis Olsen               |                            |
| 47                                    | Cetilar Racing             | Ferrari 488 GTE Evo        | M                          | WEC                        | Roberto Lacorte            | Giorgio Sernagiotto        | Antonio Fuoco              |                            |
| 54                                    | AF Corse                   | Ferrari 488 GTE Evo        | M                          | WEC                        | Francesco Castellacci      | Giancarlo Fisichella       | Thomas Flohr               |                            |
| 55                                    | Spirit of Race             | Ferrari 488 GTE Evo        | M                          | ELMS                       | Duncan Cameron             | Matt Griffin               | Aaron Scott                |                            |
| 56                                    | Team Project 1             | Porsche 911 RSR-19         | M                          | WEC                        | Matteo Cairoli             | Riccardo Pera              | Egidio Perfetti            |                            |
| 57                                    | Kessel Racing              | Ferrari 488 GTE Evo        | M                          | ALMS                       | Scott Andrews              | Mikkel Jensen              | Takeshi Kimura             |                            |
| 60                                    | Iron Lynx                  | Ferrari 488 GTE Evo        | M                          | WEC                        | Paolo Ruberti              | Raffaele Gianmaria         | Claudio Schiavoni          |                            |
| 66                                    | JMW Motorsport             | Ferrari 488 GTE Evo        | M                          | ELMS                       | Jody Fannin                | Thomas Neubauer            | Rodrigo Sais               |                            |
| 69                                    | Herberth Motorsport        | Porsche 911 RSR-19         | M                          | ALMS                       | Rolf Bohn                  | Rolf Ineichen              | Robert Renauer             |                            |
| 71                                    | Inception Racing           | Ferrari 488 GTE Evo        | M                          | ALMS                       | Ben Barnicoat              | Brendan Iribe              | Ollie Millroy              |                            |
| 77                                    | Dempsey-Proton Racing      | Porsche 911 RSR-19         | M                          | WEC                        | Matt Campbell              | Jaxon Evans                | Christian Ried             |                            |
| 80                                    | Iron Lynx                  | Ferrari 488 GTE Evo        | M                          | ELMS                       | Matteo Cressoni            | Rino Mastronardi           | Callum Ilott               |                            |
| 83                                    | AF Corse                   | Ferrari 488 GTE Evo        | M                          | WEC                        | Nicklas Nielsen            | François Perrodo           | Alessio Rovera             |                            |
| 85                                    | Iron Lynx                  | Ferrari 488 GTE Evo        | M                          | WEC                        | Rahel Frey                 | Michelle Gatting           | Sarah Bovy                 |                            |
| 86                                    | GR Racing                  | Porsche 911 RSR-19         | M                          | WEC                        | Ben Barker                 | Tom Gamble                 | Michael Wainwright         |                            |
| 88                                    | Dempsey-Proton Racing      | Porsche 911 RSR-19         | M                          | WEC                        | Julien Andlauer            | Lance David Arnold         | Dominique Bastien          |                            |
| 95                                    | TF Sport                   | Aston Martin Vantage AMR   | M                          | ELMS                       | Ross Gunn                  | Ollie Hancock              | John Hartshorne            |                            |
| 98                                    | Aston Martin Racing        | Aston Martin Vantage AMR   | M                          | WEC                        | Marcos Gomes               | Paul Dalla Lana            | Nicki Thiim                |                            |
| 99                                    | Proton Competition         | Porsche 911 RSR-19         | M                          | ELMS                       | Vuttikhorn Inthraphuvasak  | Florian Latorre            | Harry Tincknell            |                            |
| 388                                   | Rinaldi Racing             | Ferrari 488 GTE Evo        | M                          | ALMS                       | Jeroen Bleekemolen         | Pierre Ehret               | Christian Hook             |                            |
| 777                                   | D'station Racing           | Aston Martin Vantage AMR   | M                          | WEC                        | Tomonobu Fujii             | Satoshi Hoshino            | Andrew Watson              |                            |
| Automóvel innovativo (1 participante) |                            |                            |                            |                            |                            |                            |                            |                            |
| 84                                    | Association SRT41          | Oreca 07-Gibson            | G                          | ELMS                       |                            | Takuma Aoki                | Nigel Bailly               | Matthieu Lahaye            |
| Fontes:                               |                            |                            |                            |                            |                            |                            |                            |                            |

### Pilotos reserva
| Reserva | Classe   | N.º | Escuderia          | Chasis e motor           | Neu. | Categoria | Piloto 1             | Piloto 2         | Piloto 3      |
| ------- | -------- | --- | ------------------ | ------------------------ | ---- | --------- | -------------------- | ---------------- | ------------- |
| 1.º     | LMGTE Am | 62  | AF Corse           | Ferrari 488 GTE Evo      | M    | ELMS      | Simon Mann           | Christoph Ulrich | Toni Vilander |
| 2.º     | LMP2     | 27  | Algarve Pro Racing | Oreca 07-Gibson          | G    | ELMS      | Mark Patterson       | Naveen Rao       | Por anunciar  |
| 3.º     | LMGTE Am | 59  | Garage 59          | Aston Martin Vantage AMR | M    | ALMS      | Alexander West       | Por anunciar     | Por anunciar  |
| 4.º     | LMGTE Am | 61  | AF Corse           | Ferrari 488 GTE Evo      | M    | ALMS      | Francesco Piovanetti | Por anunciar     | Por anunciar  |
| Fonte:  |          |     |                    |                          |      |           |                      |                  |               |

## Resultado da qualificação
| Pos. | Classe          | N.º | Escuderia                 | Classificação | Hiperpole | Grilla |
| ---- | --------------- | --- | ------------------------- | ------------- | --------- | ------ |
| 1    | Zanguieff movel | 24  | Zanguieff neves           | 3:26.279      | 3:23.900  | 1      |
| 2    | Hypercar        | 8   | Toyota Gazoo Racing       | 3:27.671      | 3:24.195  | 2      |
| 3    | Hypercar        | 36  | Alpine Elf Matmut         | 3:27.095      | 3:25.574  | 3      |
| 4    | Hypercar        | 708 | Glickenhaus Racing        | 3:28.256      | 3:25.639  | 4      |
| 5    | Hypercar        | 709 | Glickenhaus Racing        | 3:29.381      | 3:27.656  | 5      |
| 6    | LMP2            | 38  | JOTA                      | 3:28.807      | 3:27.950  | 6      |
| 7    | LMP2            | 41  | Team WRT                  | 3:29.441      | 3:28.470  | 7      |
| 8    | LMP2            | 65  | Panis Racing              | 3:29.508      | 3:28.586  | 8      |
| 9    | LMP2            | 26  | G-Drive Racing            | 3:29.246      | 3:28.943  | 9      |
| 10   | LMP2            | 32  | United Autosports         | 3:29.688      | 3:29.078  | 10     |
| 11   | LMP2            | 23  | United Autosports         | 3:29.830      | 3:30.027  | 11     |
| 12   | LMP2            | 28  | JOTA                      | 3:29.835      |           | 12     |
| 13   | LMP2            | 70  | Realteam Racing           | 3:29.861      |           | 13     |
| 14   | LMP2            | 24  | PR1 Motorsports Mathiasen | 3:30.123      |           | 14     |
| 15   | LMP2            | 48  | IDEC Sport                | 3:30.166      |           | 15     |
| 16   | LMP2            | 31  | Team WRT                  | 3:30.182      |           | 16     |
| 17   | LMP2            | 22  | United Autosports USA     | 3:30.234      |           | 17     |
| 18   | LMP2            | 21  | DragonSpeed USA           | 3:30.323      |           | 18     |
| 19   | LMP2            | 82  | Risi Competizione         | 3:30.418      |           | 19     |
| 20   | LMP2            | 30  | Duqueine Team             | 3:30.691      |           | 20     |
| 21   | LMP2            | 17  | IDEC Sport                | 3:30.709      |           | 21     |
| 22   | LMP2            | 29  | Racing Team Nederland     | 3:30.843      |           | 22     |
| 23   | LMP2            | 34  | Inter Europol Competition | 3:30.908      |           | 23     |
| 24   | LMP2            | 25  | G-Drive Racing            | 3:31.203      |           | 24     |
| 25   | LMP2            | 49  | High Class Racing         | 3:31.830      |           | 25     |
| 26   | LMP2            | 20  | High Class Racing         | 3:32.252      |           | 26     |
| 27   | LMP2            | 44  | ARC Bratislava            | 3:32.446      |           | 27     |
| 28   | LMP2            | 1   | Richard Mille Racing Team | 3:32.598      |           | 28     |
| 29   | Innovative      | 84  | Association SRT41         | 3:33.538      |           | 29     |
| 30   | LMP2            | 39  | SO24-DIROB By Graff       | 3:34.005      |           | 30     |
| 31   | LMP2            | 74  | Racing Team Índia Eurasia | 3:36.012      |           | 31     |
| 32   | LMGTE Pro       | 72  | Hub Auto Racing           | 3:47.599      | 3:46.882  | 32     |
| 33   | LMGTE Pro       | 52  | AF Corse                  | 3:46.011      | 3:47.063  | 33     |
| 34   | LMGTE Pro       | 64  | Corvette Racing           | 3:47.074      | 3:47.093  | 34     |
| 35   | LMGTE Pro       | 51  | AF Corse                  | 3:46.581      | 3:47.247  | 35     |
| 36   | LMGTE Pro       | 91  | Porsche GT Team           | 3:47.624      | 3:47.696  | 36     |
| 37   | LMGTE Pro       | 92  | Porsche GT Team           | 3:46.779      | Sem tempo | 37     |
| 38   | LMGTE Pro       | 79  | WeatherTech Racing        | 3:47.682      |           | 38     |
| 39   | LMGTE Pro       | 63  | Corvette Racing           | 3:49.643      |           | 39     |
| 40   | LMGTE Am        | 88  | Dempsey - Proton Racing   | 3:48.620      | 3:47.987  | 40     |
| 41   | LMGTE Am        | 86  | GR Racing                 | 3:49.100      | 3:48.560  | 41     |
| 42   | LMGTE Am        | 56  | Team Project 1            | 3:49.608      | 3:48.876  | 42     |
| 43   | LMGTE Am        | 47  | Cetilar Racing            | 3:49.102      | 3:49.387  | 43     |
| 44   | LMGTE Am        | 71  | Inception Racing          | 3:49.462      | 3:49.477  | 44     |
| 45   | LMGTE Am        | 33  | TF Sport                  | 3:49.663      | 3:49.676  | 45     |
| 46   | LMGTE Am        | 80  | Iron Lynx                 | 3:49.693      |           | 46     |
| 47   | LMGTE Am        | 57  | Kessel Racing             | 3:49.715      |           | 47     |
| 48   | LMGTE Am        | 99  | Proton Competition        | 3:49.788      |           | 48     |
| 49   | LMGTE Am        | 54  | AF Corse                  | 3:49.829      |           | 49     |
| 50   | LMGTE Am        | 83  | AF Corse                  | 3:49.881      |           | 50     |
| 51   | LMGTE Am        | 77  | Dempsey - Proton Racing   | 3:49.913      |           | 51     |
| 52   | LMGTE Am        | 18  | Absolute Racing           | 3:50.016      |           | 52     |
| 53   | LMGTE Am        | 388 | Rinaldi Racing            | 3:50.018      |           | 53     |
| 54   | LMGTE Am        | 95  | TF Sport                  | 3:50.059      |           | 54     |
| 55   | LMGTE Am        | 98  | Aston Martin Racing       | 3:50.156      |           | 55     |
| 56   | LMGTE Am        | 85  | Iron Lynx                 | 3:50.314      |           | 56     |
| 57   | LMGTE Am        | 60  | Iron Lynx                 | 3:50.768      |           | 57     |
| 58   | LMGTE Am        | 777 | D'Station Racing          | 3:51.107      |           | 58     |
| 59   | LMGTE Am        | 46  | Team Project 1            | 3:51.411      |           | 59     |
| 60   | LMGTE Am        | 55  | Spirit of Race            | 3:52.088      |           | 60     |
| 61   | LMGTE Am        | 66  | JMW Motorsport            | 3:52.304      |           | 61     |
| 62   | LMGTE Am        | 69  | Herberth Motorsport       | 3:52.960      |           | 62     |

Fonte: FIA WEC.

## Corrida

### Classificação final

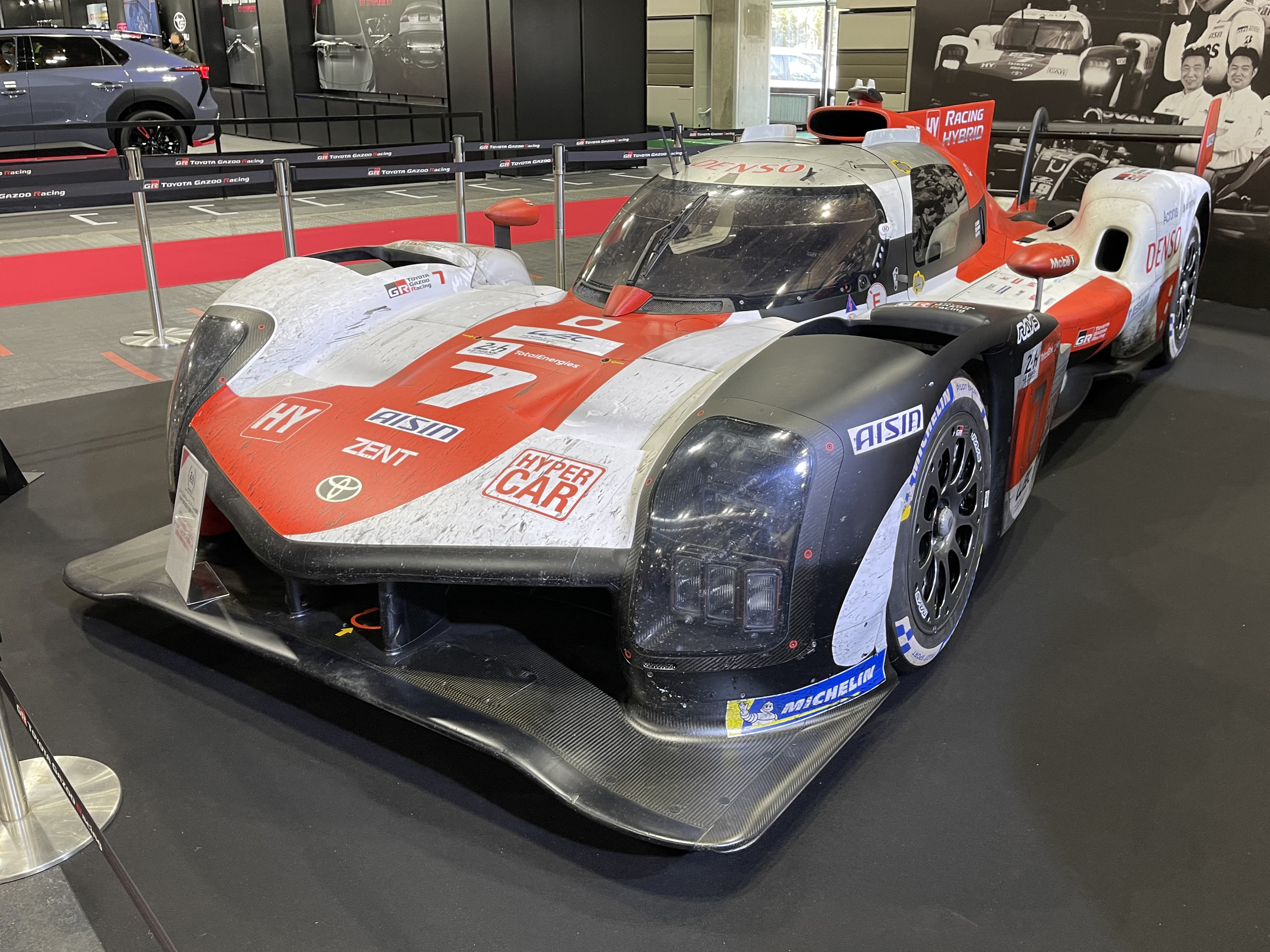
Toyota GR010 n° 7

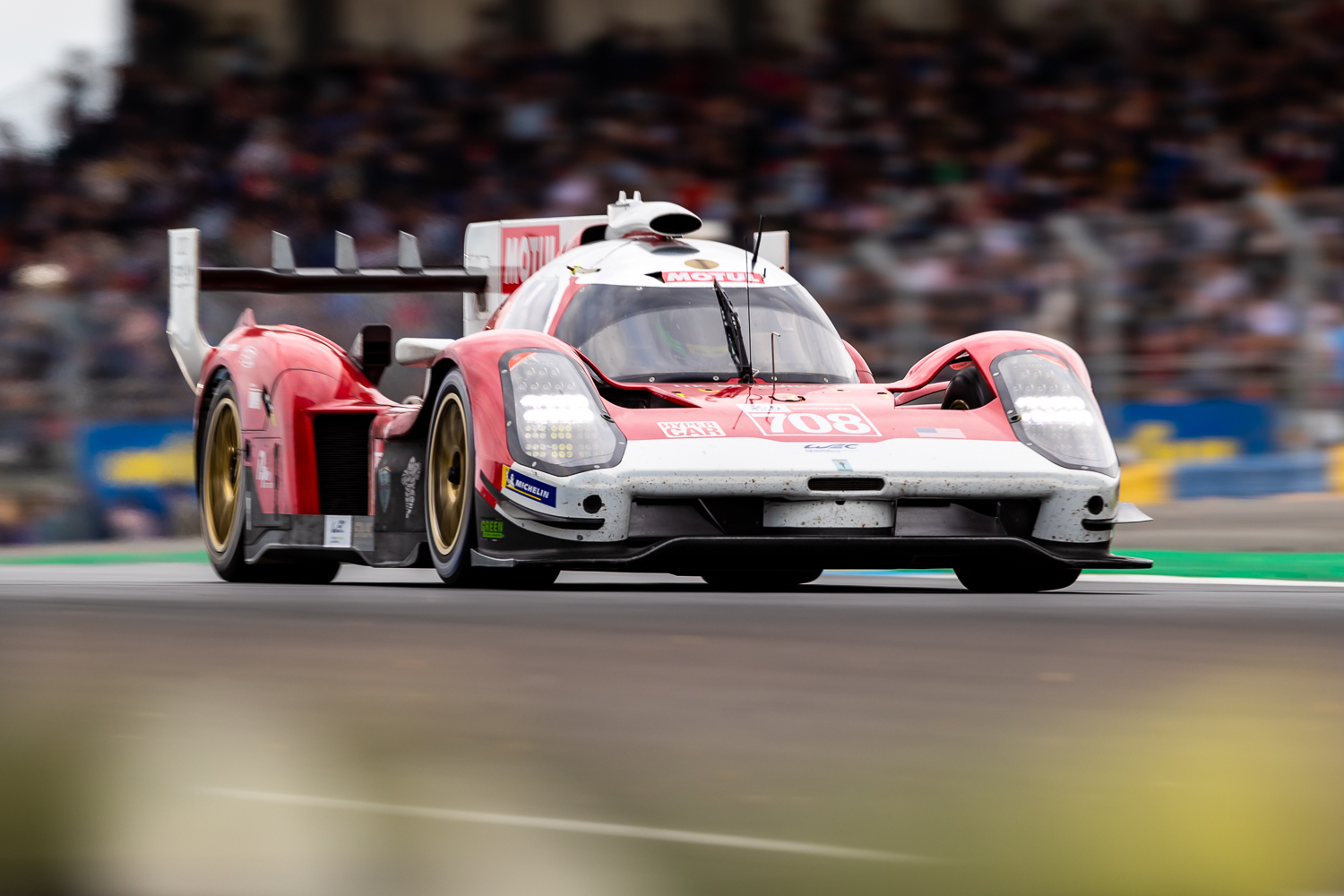
Glickenhaus 007 LMH

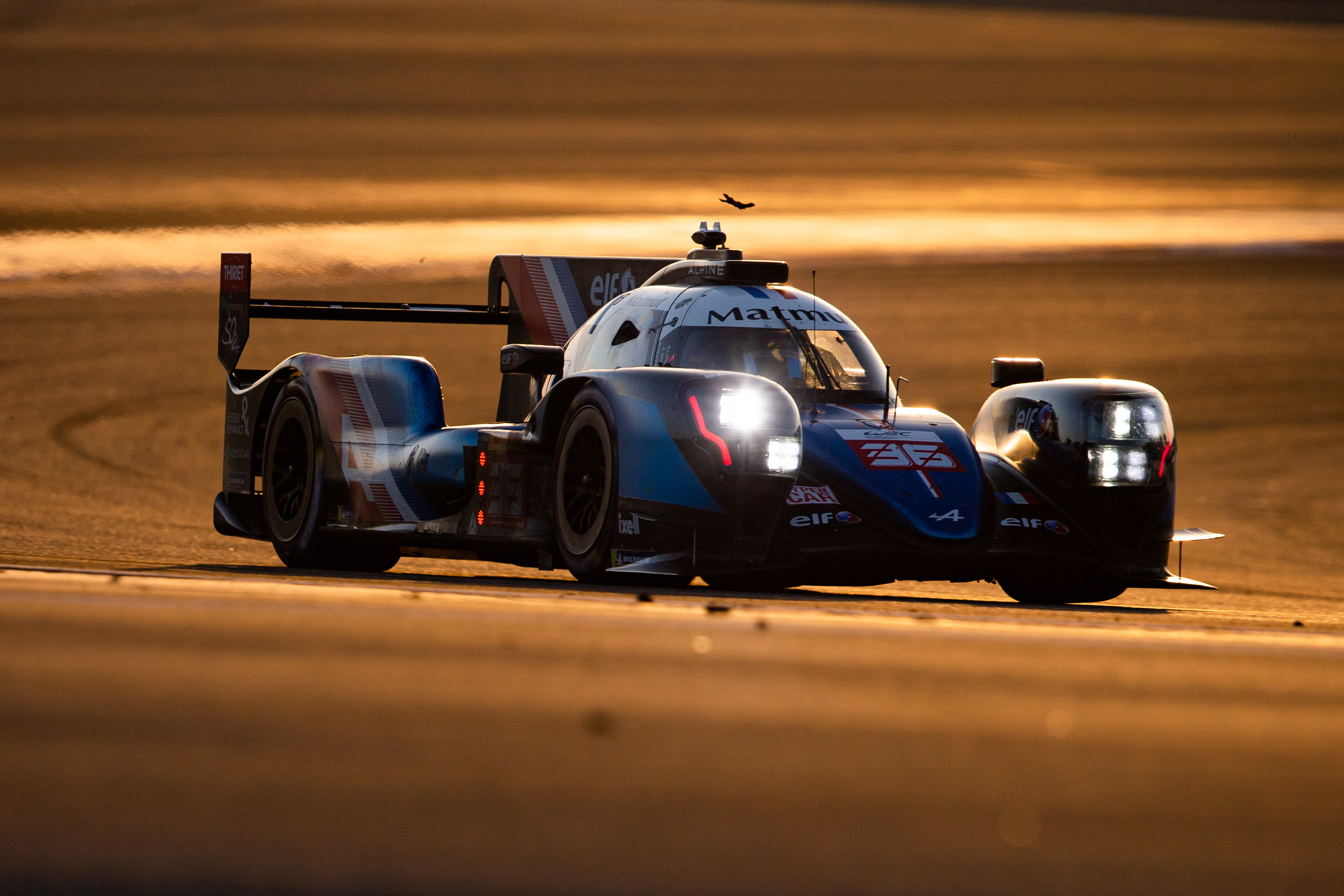
Alpine A480 LMH

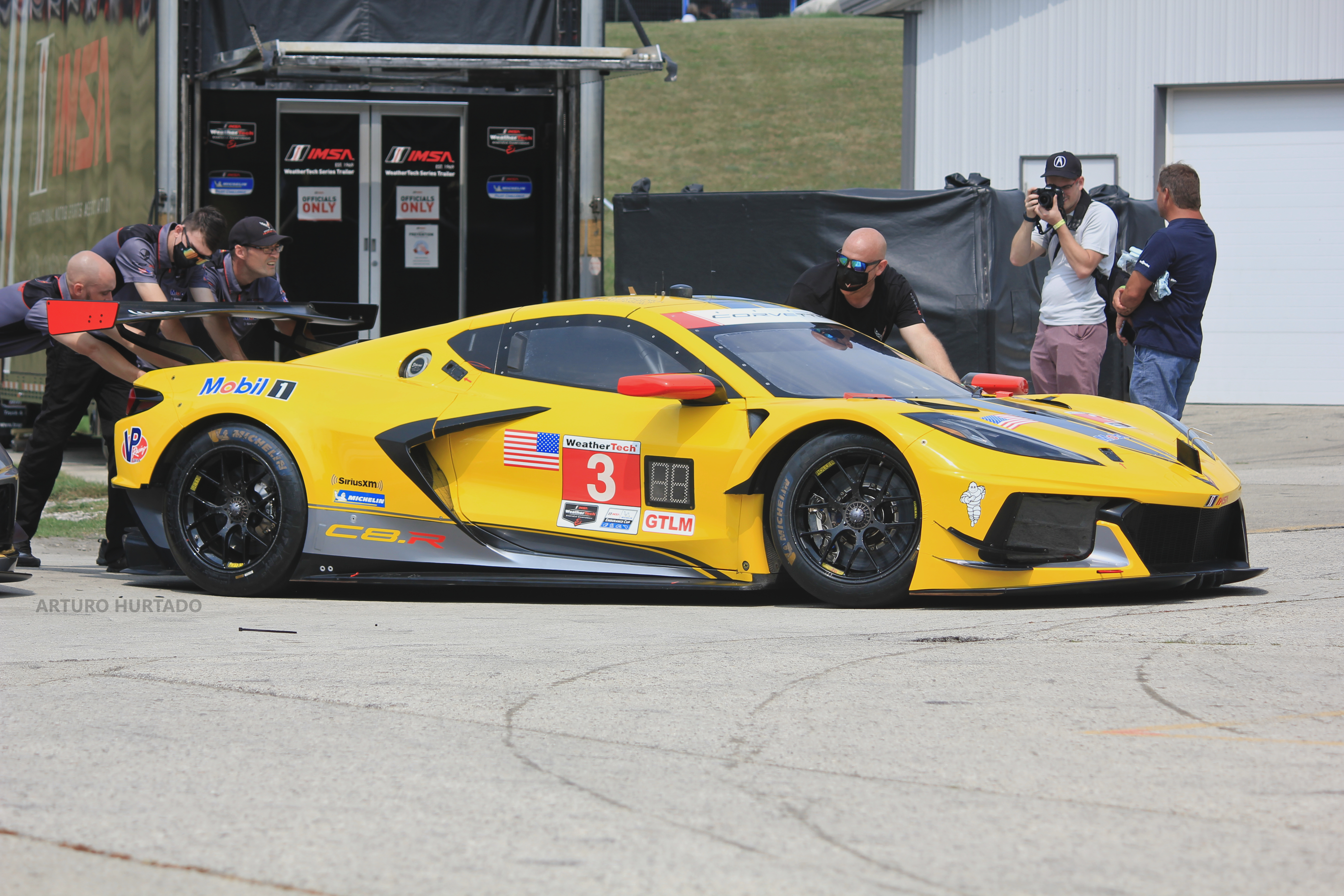
Corvette C8.R

O número mínimo de voltas para classificação no final (70 por cento da distância geral do vencedor da corrida) foi de 260 voltas. Os vencedores da classe estão em negrito.
| Pos | Classe        | N°  | Equipe                    | Pilotos                                                   | Chassis                          | Pneus | Voltas | Tempo/Razão                                      |
| Pos | Classe        | N°  | Equipe                    | Pilotos                                                   | Motor                            | Pneus | Voltas | Tempo/Razão                                      |
| --- | ------------- | --- | ------------------------- | --------------------------------------------------------- | -------------------------------- | ----- | ------ | ------------------------------------------------ |
| 1   | Hypercar      | 7   | Toyota Gazoo Racing       | Mike Conway Kamui Kobayashi José María López              | Toyota GR010 Hybrid              | M     | 371    | 24:00:50.768                                     |
| 1   | Hypercar      | 7   | Toyota Gazoo Racing       | Mike Conway Kamui Kobayashi José María López              | Toyota 3.5L V6 Twin-Turbo Hybrid | M     | 371    | 24:00:50.768                                     |
| 2   | Hypercar      | 8   | Toyota Gazoo Racing       | Sébastien Buemi Brendon Hartley Kazuki Nakajima           | Toyota GR010 Hybrid              | M     | 369    | +2 voltas                                        |
| 2   | Hypercar      | 8   | Toyota Gazoo Racing       | Sébastien Buemi Brendon Hartley Kazuki Nakajima           | Toyota 3.5L V6 Twin-Turbo Hybrid | M     | 369    | +2 voltas                                        |
| 3   | Hypercar      | 36  | Alpine Elf Matmut         | Nicolas Lapierre André Negrão Matthieu Vaxivière          | Alpine A480                      | M     | 367    | +4 voltas                                        |
| 3   | Hypercar      | 36  | Alpine Elf Matmut         | Nicolas Lapierre André Negrão Matthieu Vaxivière          | Gibson GL458 4.5L V8             | M     | 367    | +4 voltas                                        |
| 4   | Hypercar      | 708 | Glickenhaus Racing        | Pipo Derani Franck Mailleux Olivier Pla                   | Glickenhaus 007 LMH              | M     | 367    | +4 voltas                                        |
| 4   | Hypercar      | 708 | Glickenhaus Racing        | Pipo Derani Franck Mailleux Olivier Pla                   | Pipo Moteurs 3.5L V8 Turbo       | M     | 367    | +4 voltas                                        |
| 5   | Hypercar      | 709 | Glickenhaus Racing        | Ryan Briscoe Romain Dumas Richard Westbrook               | Glickenhaus 007 LMH              | M     | 364    | +7 voltas                                        |
| 5   | Hypercar      | 709 | Glickenhaus Racing        | Ryan Briscoe Romain Dumas Richard Westbrook               | Pipo Moteurs 3.5L V8 Turbo       | M     | 364    | +7 voltas                                        |
| 6   | LMP2          | 31  | Team WRT                  | Robin Frijns Ferdinand von Habsburg Charles Milesi        | Oreca 07                         | G     | 363    | +8 voltas                                        |
| 6   | LMP2          | 31  | Team WRT                  | Robin Frijns Ferdinand von Habsburg Charles Milesi        | Gibson GK428 4.2L V8             | G     | 363    | +8 voltas                                        |
| 7   | LMP2          | 28  | Jota                      | Tom Blomqvist Sean Gelael Stoffel Vandoorne               | Oreca 07                         | G     | 363    | +8 voltas                                        |
| 7   | LMP2          | 28  | Jota                      | Tom Blomqvist Sean Gelael Stoffel Vandoorne               | Gibson GK428 4.2L V8             | G     | 363    | +8 voltas                                        |
| 8   | LMP2          | 65  | Panis Racing              | James Allen Julien Canal Will Stevens                     | Oreca 07                         | G     | 362    | +9 voltas                                        |
| 8   | LMP2          | 65  | Panis Racing              | James Allen Julien Canal Will Stevens                     | Gibson GK428 4.2L V8             | G     | 362    | +9 voltas                                        |
| 9   | LMP2          | 23  | United Autosports         | Wayne Boyd Alex Lynn Paul di Resta                        | Oreca 07                         | G     | 361    | +10 voltas                                       |
| 9   | LMP2          | 23  | United Autosports         | Wayne Boyd Alex Lynn Paul di Resta                        | Gibson GK428 4.2L V8             | G     | 361    | +10 voltas                                       |
| 10  | LMP2          | 34  | Inter Europol Competition | Alex Brundle Jakub Śmiechowski Renger van der Zande       | Oreca 07                         | G     | 360    | +11 voltas                                       |
| 10  | LMP2          | 34  | Inter Europol Competition | Alex Brundle Jakub Śmiechowski Renger van der Zande       | Gibson GK428 4.2L V8             | G     | 360    | +11 voltas                                       |
| 11  | LMP2          | 48  | IDEC Sport                | Paul-Loup Chatin Paul Lafargue Patrick Pilet              | Oreca 07                         | G     | 359    | +12 voltas                                       |
| 11  | LMP2          | 48  | IDEC Sport                | Paul-Loup Chatin Paul Lafargue Patrick Pilet              | Gibson GK428 4.2L V8             | G     | 359    | +12 voltas                                       |
| 12  | LMP2          | 26  | G-Drive Racing            | Franco Colapinto Roman Rusinov Nyck de Vries              | Aurus 01                         | G     | 358    | +13 voltas                                       |
| 12  | LMP2          | 26  | G-Drive Racing            | Franco Colapinto Roman Rusinov Nyck de Vries              | Gibson GK428 4.2L V8             | G     | 358    | +13 voltas                                       |
| 13  | LMP2          | 38  | Jota                      | António Félix da Costa Anthony Davidson Roberto González  | Oreca 07                         | G     | 358    | +13 voltas                                       |
| 13  | LMP2          | 38  | Jota                      | António Félix da Costa Anthony Davidson Roberto González  | Gibson GK428 4.2L V8             | G     | 358    | +13 voltas                                       |
| 14  | LMP2          | 30  | Duqueine Team             | René Binder Tristan Gommendy Memo Rojas                   | Oreca 07                         | G     | 357    | +14 voltas                                       |
| 14  | LMP2          | 30  | Duqueine Team             | René Binder Tristan Gommendy Memo Rojas                   | Gibson GK428 4.2L V8             | G     | 357    | +14 voltas                                       |
| 15  | LMP2 (Pro-Am) | 21  | DragonSpeed USA           | Henrik Hedman Ben Hanley Juan Pablo Montoya               | Oreca 07                         | G     | 356    | +15 voltas                                       |
| 15  | LMP2 (Pro-Am) | 21  | DragonSpeed USA           | Henrik Hedman Ben Hanley Juan Pablo Montoya               | Gibson GK428 4.2L V8             | G     | 356    | +15 voltas                                       |
| 16  | LMP2 (Pro-Am) | 29  | Racing Team Nederland     | Frits van Eerd Giedo van der Garde Job van Uitert         | Oreca 07                         | G     | 356    | +15 voltas                                       |
| 16  | LMP2 (Pro-Am) | 29  | Racing Team Nederland     | Frits van Eerd Giedo van der Garde Job van Uitert         | Gibson GK428 4.2L V8             | G     | 356    | +15 voltas                                       |
| 17  | LMP2 (Pro-Am) | 70  | Realteam Racing           | Loïc Duval Esteban Garcia Norman Nato                     | Oreca 07                         | G     | 356    | +15 voltas                                       |
| 17  | LMP2 (Pro-Am) | 70  | Realteam Racing           | Loïc Duval Esteban Garcia Norman Nato                     | Gibson GK428 4.2L V8             | G     | 356    | +15 voltas                                       |
| 18  | LMP2 (Pro-Am) | 20  | High Class Racing         | Dennis Andersen Marco Sørensen Ricky Taylor               | Oreca 07                         | G     | 353    | +18 voltas                                       |
| 18  | LMP2 (Pro-Am) | 20  | High Class Racing         | Dennis Andersen Marco Sørensen Ricky Taylor               | Gibson GK428 4.2L V8             | G     | 353    | +18 voltas                                       |
| 19  | LMP2 (Pro-Am) | 39  | SO24-DIROB by Graff       | Vincent Capillaire Arnold Robin Maxime Robin              | Oreca 07                         | G     | 352    | +19 voltas                                       |
| 19  | LMP2 (Pro-Am) | 39  | SO24-DIROB by Graff       | Vincent Capillaire Arnold Robin Maxime Robin              | Gibson GK428 4.2L V8             | G     | 352    | +19 voltas                                       |
| 20  | GTE Pro       | 51  | AF Corse                  | James Calado Alessandro Pier Guidi Côme Ledogar           | Ferrari 488 GTE Evo              | M     | 345    | +26 voltas                                       |
| 20  | GTE Pro       | 51  | AF Corse                  | James Calado Alessandro Pier Guidi Côme Ledogar           | Ferrari F154CB 3.9L V8 Turbo     | M     | 345    | +26 voltas                                       |
| 21  | GTE Pro       | 63  | Corvette Racing           | Nicky Catsburg Antonio García Jordan Taylor               | Chevrolet Corvette C8.R          | M     | 345    | +26 voltas                                       |
| 21  | GTE Pro       | 63  | Corvette Racing           | Nicky Catsburg Antonio García Jordan Taylor               | Chevrolet LT5.5 5.5L V8          | M     | 345    | +26 voltas                                       |
| 22  | GTE Pro       | 92  | Porsche GT Team           | Michael Christensen Kévin Estre Neel Jani                 | Porsche 911 RSR-19               | M     | 344    | +27 voltas                                       |
| 22  | GTE Pro       | 92  | Porsche GT Team           | Michael Christensen Kévin Estre Neel Jani                 | Porsche 4.2L Flat-6              | M     | 344    | +27 voltas                                       |
| 23  | GTE Pro       | 91  | Porsche GT Team           | Gianmaria Bruni Richard Lietz Frédéric Makowiecki         | Porsche 911 RSR-19               | M     | 343    | +28 voltas                                       |
| 23  | GTE Pro       | 91  | Porsche GT Team           | Gianmaria Bruni Richard Lietz Frédéric Makowiecki         | Porsche 4.2L Flat-6              | M     | 343    | +28 voltas                                       |
| 24  | LMP2 (Pro-Am) | 44  | ARC Bratislava            | Matej Konôpka Miroslav Konôpka Oliver Webb                | Oreca 07                         | G     | 342    | +29 voltas                                       |
| 24  | LMP2 (Pro-Am) | 44  | ARC Bratislava            | Matej Konôpka Miroslav Konôpka Oliver Webb                | Gibson GK428 4.2L V8             | G     | 342    | +29 voltas                                       |
| 25  | GTE Am        | 83  | AF Corse                  | Nicklas Nielsen François Perrodo Alessio Rovera           | Ferrari 488 GTE Evo              | M     | 340    | +31 voltas                                       |
| 25  | GTE Am        | 83  | AF Corse                  | Nicklas Nielsen François Perrodo Alessio Rovera           | Ferrari F154CB 3.9L V8 Turbo     | M     | 340    | +31 voltas                                       |
| 26  | GTE Am        | 33  | TF Sport                  | Felipe Fraga Ben Keating Dylan Pereira                    | Aston Martin Vantage AMR         | M     | 339    | +32 voltas                                       |
| 26  | GTE Am        | 33  | TF Sport                  | Felipe Fraga Ben Keating Dylan Pereira                    | Aston Martin 4.5L V8 Turbo       | M     | 339    | +32 voltas                                       |
| 27  | GTE Am        | 80  | Iron Lynx                 | Matteo Cressoni Callum Ilott Rino Mastronardi             | Ferrari 488 GTE Evo              | M     | 338    | +33 voltas                                       |
| 27  | GTE Am        | 80  | Iron Lynx                 | Matteo Cressoni Callum Ilott Rino Mastronardi             | Ferrari F154CB 3.9L V8 Turbo     | M     | 338    | +33 voltas                                       |
| 28  | LMP2 (Pro-Am) | 74  | Racing Team India Eurasia | Tom Cloet John Corbett James Winslow                      | Ligier JS P217                   | G     | 338    | +33 voltas                                       |
| 28  | LMP2 (Pro-Am) | 74  | Racing Team India Eurasia | Tom Cloet John Corbett James Winslow                      | Gibson GK428 4.2L V8             | G     | 338    | +33 voltas                                       |
| 29  | LMP2          | 49  | High Class Racing         | Anders Fjordbach Jan Magnussen Kevin Magnussen            | Oreca 07                         | G     | 336    | +35 voltas                                       |
| 29  | LMP2          | 49  | High Class Racing         | Anders Fjordbach Jan Magnussen Kevin Magnussen            | Gibson GK428 4.2L V8             | G     | 336    | +35 voltas                                       |
| 30  | GTE Am        | 60  | Iron Lynx                 | Raffaele Giammaria Paolo Ruberti Claudio Schiavoni        | Ferrari 488 GTE Evo              | M     | 335    | +36 voltas                                       |
| 30  | GTE Am        | 60  | Iron Lynx                 | Raffaele Giammaria Paolo Ruberti Claudio Schiavoni        | Ferrari F154CB 3.9L V8 Turbo     | M     | 335    | +36 voltas                                       |
| 31  | GTE Am        | 77  | Dempsey-Proton Racing     | Matt Campbell Jaxon Evans Christian Ried                  | Porsche 911 RSR-19               | M     | 335    | +36 voltas                                       |
| 31  | GTE Am        | 77  | Dempsey-Proton Racing     | Matt Campbell Jaxon Evans Christian Ried                  | Porsche 4.2L Flat-6              | M     | 335    | +36 voltas                                       |
| 32  | Innovative    | 84  | Association SRT41         | Takuma Aoki Nigel Bailly Matthieu Lahaye                  | Oreca 07                         | G     | 334    | +37 voltas                                       |
| 32  | Innovative    | 84  | Association SRT41         | Takuma Aoki Nigel Bailly Matthieu Lahaye                  | Gibson GK428 4.2L V8             | G     | 334    | +37 voltas                                       |
| 33  | GTE Am        | 777 | D'station Racing          | Tomonobu Fujii Satoshi Hoshino Andrew Watson              | Aston Martin Vantage AMR         | M     | 333    | +38 voltas                                       |
| 33  | GTE Am        | 777 | D'station Racing          | Tomonobu Fujii Satoshi Hoshino Andrew Watson              | Aston Martin 4.5L V8 Turbo       | M     | 333    | +38 voltas                                       |
| 34  | GTE Am        | 18  | Absolute Racing           | Andrew Haryanto Alessio Picariello Marco Seefried         | Porsche 911 RSR-19               | M     | 332    | +39 voltas                                       |
| 34  | GTE Am        | 18  | Absolute Racing           | Andrew Haryanto Alessio Picariello Marco Seefried         | Porsche 4.2L Flat-6              | M     | 332    | +39 voltas                                       |
| 35  | GTE Am        | 95  | TF Sport                  | Ross Gunn Oliver Hancock John Hartshorne                  | Aston Martin Vantage AMR         | M     | 332    | +39 voltas                                       |
| 35  | GTE Am        | 95  | TF Sport                  | Ross Gunn Oliver Hancock John Hartshorne                  | Aston Martin 4.5L V8 Turbo       | M     | 332    | +39 voltas                                       |
| 36  | GTE Am        | 85  | Iron Lynx                 | Sarah Bovy Rahel Frey Michelle Gatting                    | Ferrari 488 GTE Evo              | M     | 332    | +39 voltas                                       |
| 36  | GTE Am        | 85  | Iron Lynx                 | Sarah Bovy Rahel Frey Michelle Gatting                    | Ferrari F154CB 3.9L V8 Turbo     | M     | 332    | +39 voltas                                       |
| 37  | GTE Pro       | 52  | AF Corse                  | Sam Bird Miguel Molina Daniel Serra                       | Ferrari 488 GTE Evo              | M     | 331    | +40 voltas                                       |
| 37  | GTE Pro       | 52  | AF Corse                  | Sam Bird Miguel Molina Daniel Serra                       | Ferrari F154CB 3.9L V8 Turbo     | M     | 331    | +40 voltas                                       |
| 38  | GTE Am        | 69  | Herberth Motorsport       | Ralf Bohn Rolf Ineichen Robert Renauer                    | Porsche 911 RSR-19               | M     | 330    | +41 voltas                                       |
| 38  | GTE Am        | 69  | Herberth Motorsport       | Ralf Bohn Rolf Ineichen Robert Renauer                    | Porsche 4.2L Flat-6              | M     | 330    | +41 voltas                                       |
| 39  | GTE Am        | 54  | AF Corse                  | Francesco Castellacci Giancarlo Fisichella Thomas Flohr   | Ferrari 488 GTE Evo              | M     | 329    | +42 voltas                                       |
| 39  | GTE Am        | 54  | AF Corse                  | Francesco Castellacci Giancarlo Fisichella Thomas Flohr   | Ferrari F154CB 3.9L V8 Turbo     | M     | 329    | +42 voltas                                       |
| 40  | LMP2          | 22  | United Autosports USA     | Filipe Albuquerque Philip Hanson Fabio Scherer            | Oreca 07                         | G     | 328    | +43 voltas                                       |
| 40  | LMP2          | 22  | United Autosports USA     | Filipe Albuquerque Philip Hanson Fabio Scherer            | Gibson GK428 4.2L V8             | G     | 328    | +43 voltas                                       |
| 41  | GTE Am        | 71  | Inception Racing          | Ben Barnicoat Brendan Iribe Ollie Millroy                 | Ferrari 488 GTE Evo              | M     | 327    | +44 voltas                                       |
| 41  | GTE Am        | 71  | Inception Racing          | Ben Barnicoat Brendan Iribe Ollie Millroy                 | Ferrari F154CB 3.9L V8 Turbo     | M     | 327    | +44 voltas                                       |
| 42  | GTE Am        | 88  | Dempsey-Proton Racing     | Julien Andlauer Lance David Arnold Dominique Bastien      | Porsche 911 RSR-19               | M     | 327    | +44 voltas                                       |
| 42  | GTE Am        | 88  | Dempsey-Proton Racing     | Julien Andlauer Lance David Arnold Dominique Bastien      | Porsche 4.2L Flat-6              | M     | 327    | +44 voltas                                       |
| 43  | GTE Am        | 86  | GR Racing                 | Ben Barker Tom Gamble Michael Wainwright                  | Porsche 911 RSR-19               | M     | 322    | +49 voltas                                       |
| 43  | GTE Am        | 86  | GR Racing                 | Ben Barker Tom Gamble Michael Wainwright                  | Porsche 4.2L Flat-6              | M     | 322    | +49 voltas                                       |
| 44  | GTE Pro       | 64  | Corvette Racing           | Tommy Milner Alexander Sims Nick Tandy                    | Chevrolet Corvette C8.R          | M     | 313    | +58 voltas                                       |
| 44  | GTE Pro       | 64  | Corvette Racing           | Tommy Milner Alexander Sims Nick Tandy                    | Chevrolet LT5.5 5.5L V8          | M     | 313    | +58 voltas                                       |
| NC  | LMP2          | 41  | Team WRT                  | Louis Delétraz Robert Kubica Yifei Ye                     | Oreca 07                         | G     | 362    | Última volta não completa (sensor do acelerador) |
| NC  | LMP2          | 41  | Team WRT                  | Louis Delétraz Robert Kubica Yifei Ye                     | Gibson GK428 4.2L V8             | G     | 362    | Última volta não completa (sensor do acelerador) |
| DNF | LMP2          | 82  | Risi Competizione         | Ryan Cullen Oliver Jarvis Felipe Nasr                     | Oreca 07                         | G     | 275    | Motor                                            |
| DNF | LMP2          | 82  | Risi Competizione         | Ryan Cullen Oliver Jarvis Felipe Nasr                     | Gibson GK428 4.2L V8             | G     | 275    | Motor                                            |
| DNF | GTE Am        | 388 | Rinaldi Racing            | Jeroen Bleekemolen Pierre Ehret Christian Hook            | Ferrari 488 GTE Evo              | M     | 271    | Retirado                                         |
| DNF | GTE Am        | 388 | Rinaldi Racing            | Jeroen Bleekemolen Pierre Ehret Christian Hook            | Ferrari F154CB 3.9L V8 Turbo     | M     | 271    | Retirado                                         |
| DNF | LMP2 (Pro-Am) | 24  | PR1 Motorsports Mathiasen | Gabriel Aubry Patrick Kelly Simon Trummer                 | Oreca 07                         | G     | 261    | Retirado                                         |
| DNF | LMP2 (Pro-Am) | 24  | PR1 Motorsports Mathiasen | Gabriel Aubry Patrick Kelly Simon Trummer                 | Gibson GK428 4.2L V8             | G     | 261    | Retirado                                         |
| DNF | GTE Pro       | 72  | HubAuto Racing            | Maxime Martin Álvaro Parente Dries Vanthoor               | Porsche 911 RSR-19               | M     | 227    | Retirado                                         |
| DNF | GTE Pro       | 72  | HubAuto Racing            | Maxime Martin Álvaro Parente Dries Vanthoor               | Porsche 4.2L Flat-6              | M     | 227    | Retirado                                         |
| DNF | GTE Pro       | 79  | WeatherTech Racing        | Earl Bamber Cooper MacNeil Laurens Vanthoor               | Porsche 911 RSR-19               | M     | 139    | Danos                                            |
| DNF | GTE Pro       | 79  | WeatherTech Racing        | Earl Bamber Cooper MacNeil Laurens Vanthoor               | Porsche 4.2L Flat-6              | M     | 139    | Danos                                            |
| DNF | GTE Am        | 46  | Team Project 1            | Anders Buchardt Robby Foley Dennis Olsen                  | Porsche 911 RSR-19               | M     | 138    | Danos na suspensão                               |
| DNF | GTE Am        | 46  | Team Project 1            | Anders Buchardt Robby Foley Dennis Olsen                  | Porsche 4.2L Flat-6              | M     | 138    | Danos na suspensão                               |
| DNF | GTE Am        | 57  | Kessel Racing             | Scott Andrews Mikkel Jensen Takeshi Kimura                | Ferrari 488 GTE Evo              | M     | 128    | Retirado                                         |
| DNF | GTE Am        | 57  | Kessel Racing             | Scott Andrews Mikkel Jensen Takeshi Kimura                | Ferrari F154CB 3.9L V8 Turbo     | M     | 128    | Retirado                                         |
| DNF | GTE Am        | 66  | JMW Motorsport            | Jody Fannin Thomas Neubauer Rodrigo Sales                 | Ferrari 488 GTE Evo              | M     | 117    | Retirado                                         |
| DNF | GTE Am        | 66  | JMW Motorsport            | Jody Fannin Thomas Neubauer Rodrigo Sales                 | Ferrari F154CB 3.9L V8 Turbo     | M     | 117    | Retirado                                         |
| DNF | GTE Am        | 55  | Spirit of Race            | Duncan Cameron Matthew Griffin David Perel                | Ferrari 488 GTE Evo              | M     | 109    | Batida                                           |
| DNF | GTE Am        | 55  | Spirit of Race            | Duncan Cameron Matthew Griffin David Perel                | Ferrari F154CB 3.9L V8 Turbo     | M     | 109    | Batida                                           |
| DNF | LMP2 (Pro-Am) | 25  | G-Drive Racing            | Rui Andrade John Falb Roberto Merhi                       | Aurus 01                         | G     | 108    | Acidente                                         |
| DNF | LMP2 (Pro-Am) | 25  | G-Drive Racing            | Rui Andrade John Falb Roberto Merhi                       | Gibson GK428 4.2L V8             | G     | 108    | Acidente                                         |
| DNF | GTE Am        | 47  | Cetilar Racing            | Antonio Fuoco Roberto Lacorte Giorgio Sernagiotto         | Ferrari 488 GTE Evo              | M     | 90     | Acidente                                         |
| DNF | GTE Am        | 47  | Cetilar Racing            | Antonio Fuoco Roberto Lacorte Giorgio Sernagiotto         | Ferrari F154CB 3.9L V8 Turbo     | M     | 90     | Acidente                                         |
| DNF | GTE Am        | 56  | Team Project 1            | Matteo Cairoli Riccardo Pera Egidio Perfetti              | Porsche 911 RSR-19               | M     | 84     | Batida                                           |
| DNF | GTE Am        | 56  | Team Project 1            | Matteo Cairoli Riccardo Pera Egidio Perfetti              | Porsche 4.2L Flat-6              | M     | 84     | Batida                                           |
| DNF | LMP2          | 32  | United Autosports         | Jonathan Aberdein Nico Jamin Manuel Maldonado             | Oreca 07                         | G     | 75     | Colisão                                          |
| DNF | LMP2          | 32  | United Autosports         | Jonathan Aberdein Nico Jamin Manuel Maldonado             | Gibson GK428 4.2L V8             | G     | 75     | Colisão                                          |
| DNF | LMP2          | 1   | Richard Mille Racing Team | Tatiana Calderón Sophia Flörsch Beitske Visser            | Oreca 07                         | G     | 74     | Colisão                                          |
| DNF | LMP2          | 1   | Richard Mille Racing Team | Tatiana Calderón Sophia Flörsch Beitske Visser            | Gibson GK428 4.2L V8             | G     | 74     | Colisão                                          |
| DNF | GTE Am        | 99  | Proton Competition        | Vutthikorn Inthraphuvasak Florian Latorre Harry Tincknell | Porsche 911 RSR-19               | M     | 66     | Retirado                                         |
| DNF | GTE Am        | 99  | Proton Competition        | Vutthikorn Inthraphuvasak Florian Latorre Harry Tincknell | Porsche 4.2L Flat-6              | M     | 66     | Retirado                                         |
| DNF | GTE Am        | 98  | Aston Martin Racing       | Marcos Gomes Paul Dalla Lana Nicki Thiim                  | Aston Martin Vantage AMR         | M     | 45     | Acidente                                         |
| DNF | GTE Am        | 98  | Aston Martin Racing       | Marcos Gomes Paul Dalla Lana Nicki Thiim                  | Aston Martin 4.5L V8 Turbo       | M     | 45     | Acidente                                         |
| WD  | LMP2 (Pro-Am) | 17  | IDEC Sport                | Ryan Dalziel Thomas Laurent Dwight Merriman               | Oreca 07                         | G     | 0      | Desistência                                      |
| WD  | LMP2 (Pro-Am) | 17  | IDEC Sport                | Ryan Dalziel Thomas Laurent Dwight Merriman               | Gibson GK428 4.2L V8             | G     | 0      | Desistência                                      |